# Nwa-Ben jezici
Nwa-Ben jezici, malena skupina jugoistočnih istočnomandejskih jezika, raširenih na području Obale Bjelokosti. Obuhvaća četiri jezika koji čine dvije podskupine, to su: a) ben-gban s jezicima beng [nhb] i gagu [ggu], i b) wan-mwan s jezicima mwan [moa] i wan [wan]
Jugoistočnu skupinu jezika čini s jezicima guro-tura

## Vanjske poveznice
- Ethnologue (14th)
- Ethnologue (15th)